# Clydesdale
Clydesdale és una raça escocesa de cavall de tir. Es diu així per la seva àrea d'origen, el Clydesdale o la vall del riu Clyde, que ocupa gran part del comtat de Lanarkshire.
Els orígens de la raça es troben al segle xviii, quan els sementals flamencs van ser importats a Escòcia i aparellats amb egües locals; al segle xix, es va introduir la sang de cavalls Shire. El primer ús registrat del nom "Clydesdale" per a la raça va ser el 1826; els cavalls es van estendre per gran part d'Escòcia i fins al nord d'Anglaterra. Després de la creació de la societat de la raça el 1877, milers de cavalls Clydesdales van ser exportats a molts països del món, particularment a Austràlia i Nova Zelanda. A principis del segle xx les xifres van començar a caure, tant perquè moltes es van utilitzar per a la Primera Guerra Mundial, com per la creixent mecanització de l'agricultura. Cap als anys setanta, el Rare Breeds Survival Trust considerava que era una raça en perill d'extinció. Els números han augmentat lleugerament des de llavors, però la raça continua sent catalogada com a vulnerable.
És un cavall gran i poderós, tot i que ara no pesa tant com en el passat. S'utilitzava tradicionalment com a força de tir, tant a l'agricultura com al transport per carretera. Actualment és principalment un cavall de carruatge. Es pot muntar o portar en cercaviles o processons; alguns han estat utilitzats com a cavalls de tambor per la cavalleria britànica, mentre que als Estats Units la cerveseria Anheuser-Busch utilitza un equip de vuit animals per a la publicitat.

## Història

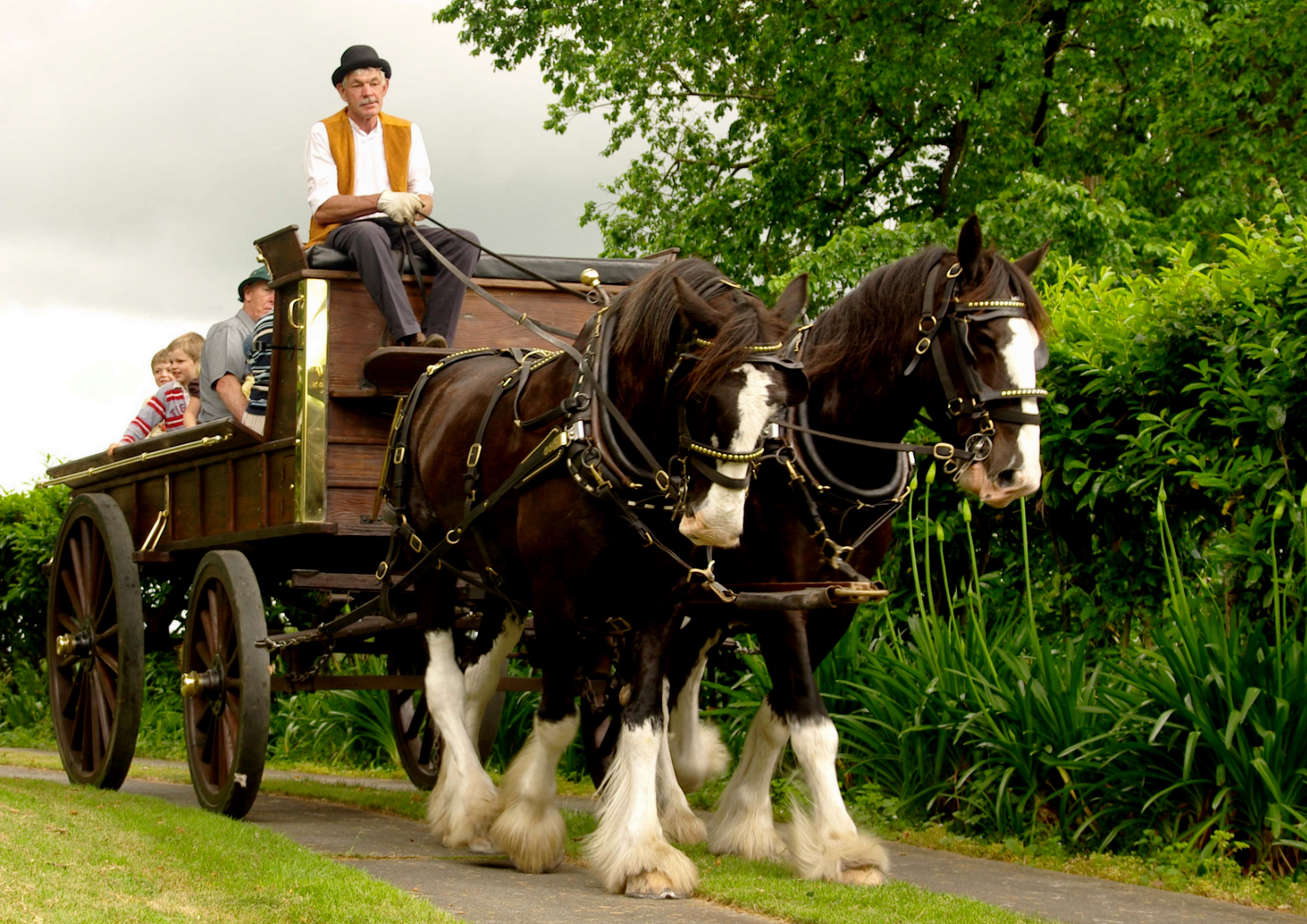
Dos Clydesdales de Nova Zelanda estirant un carro

El Clydesdale pren el seu nom de Clydesdale, l'antic nom de Lanarkshire, conegut pel riu Clyde. A mitjan segle xviii, els sementals flamencs van ser importats a Escòcia i criats amb egües locals, donant lloc a poltres més grans que els existents. Aquests inclouen un semental negre sense nom importat d'Anglaterra per John Paterson de Lochlyloch i un semental marró fosc sense nom propietat del duc de Hamilton.
Un altre semental destacat era el cavall d'entrenament de 165 cmde llinatge desconegut anomenat Blaze. Es van conservar pergamins sobre aquests poltres a principis del segle xix i, el 1806, va néixer una potra, més tard coneguda com Lampits amb el nom de la granja del seu propietari, que va traçar el seu llinatge fins al de color negre. Aquesta egua apareix a l'ascendència de gairebé tots els Clydesdale que viuen actualment. Un dels seus poltres era el cavall negre de Thompson (conegut com Glancer), que havia de tenir una influència significativa en la raça Clydesdale.
El primer ús registrat del nom "Clydesdale" en referència a la raça va ser el 1826 en una exposició a Glasgow. Una altra teoria del seu origen, és la dels descendents de cavalls flamencs portada a Escòcia ja al segle xv, que també es va difondre a finals del segle xviii. No obstant això, fins i tot l'autor d'aquesta teoria va admetre que la història comuna de la seva ascendència és més probable.
A Escòcia existia un sistema de contractació de sementals entre districtes, amb registres escrits que es remuntaven al 1837. Aquest programa consistia en societats locals de millora de l'agricultura que realitzaven espectacles de raça per triar el millor semental, al propietari del qual se li atorgava un premi monetari. Aleshores es va exigir al propietari, a canvi de diners addicionals, que portés els sementals a una zona designada, criant a les egües locals. Mitjançant aquest sistema i per compra, els sementals de Clydesdale van ser enviats a tota Escòcia i al nord d'Anglaterra.

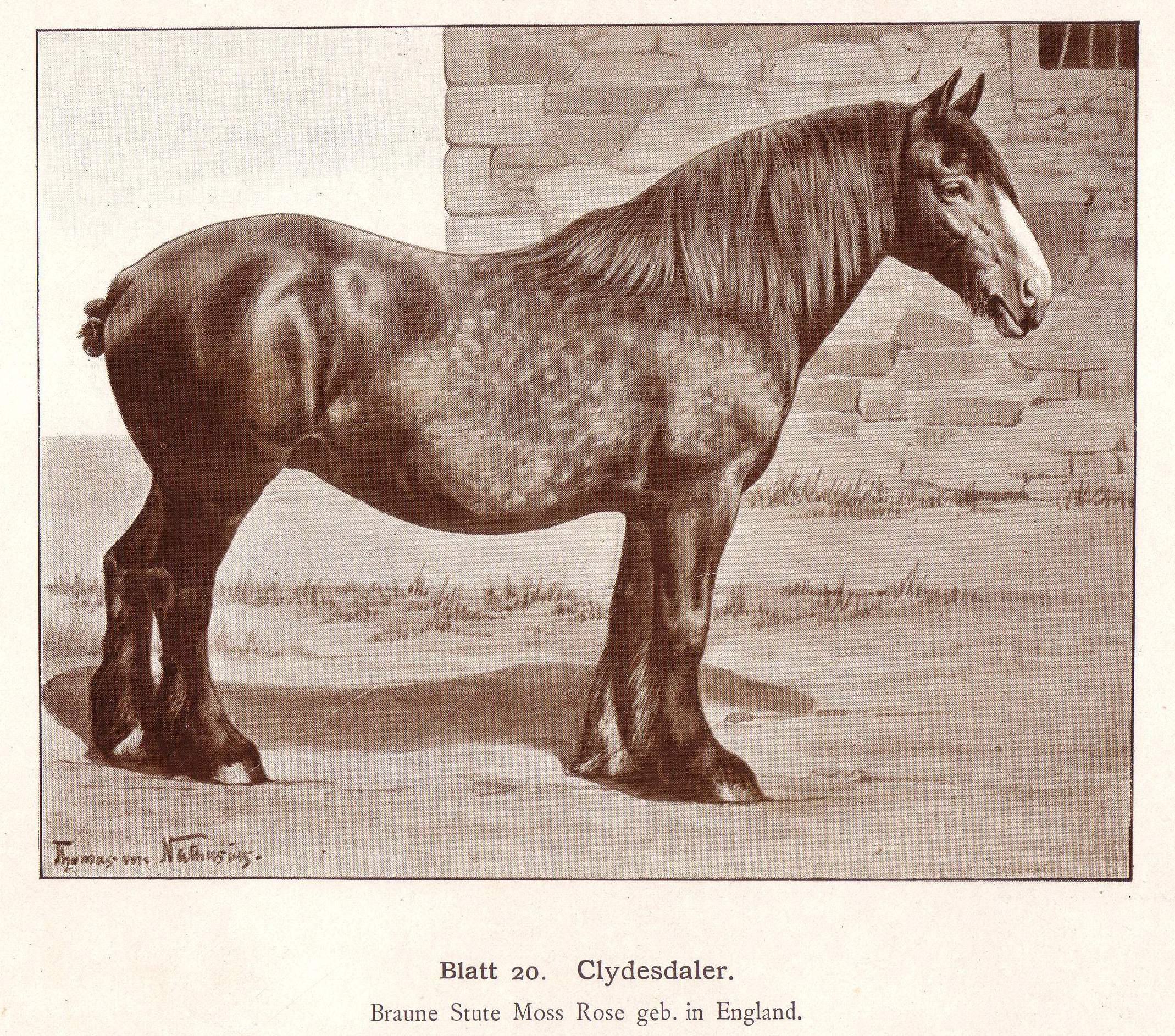
Un dibuix d'una euga Clydesdale de 1904

Mitjançant un mestissatge extens amb egües locals, aquests sementals van estendre el tipus Clydesdale per les zones on es van col·locar i, el 1840, els cavalls de tir escocès i el Clydesdale eren el mateix. El 1877 es va constituir la Clydesdale Horse Society of Scotland, seguida el 1879 per l'American Clydesdale Association (més tard rebatejada com Clydesdale Breeders of the USA), que va ser tant pels entusiastes de la raça nord-americana com canadenca. El primer estudi americà es va publicar el 1882. El 1883 es va fundar Select Clydesdale Horse Society per competir amb la Clydesdale Horse Society, però va durar molt poc. Havia estat iniciada per dos criadors dedicats a millorar la raça, que també van ser responsables en gran part de la introducció de sang Shire al Clydesdale.
Es va exportar un gran nombre de Clydesdales des d'Escòcia a finals del segle xix i principis del XX, només el 1911 van deixar el país 1617 sementals. Entre 1884 i 1945 es van emetre certificats d'exportació per a 20.183 cavalls. Aquests cavalls van ser exportats a altres països de l'Imperi Britànic, així com a Amèrica del Nord i del Sud, Europa continental i Rússia.
La Primera Guerra Mundial va suposar l'ús de milers de cavalls per a l'esforç bèl·lic i, després de la guerra, el nombre de races es va reduir a mesura que les granges es van mecanitzar cada vegada més. Aquesta decadència va continuar entre les guerres. Després de la Segona Guerra Mundial, el nombre de sementals reproductors de Clydesdale a Anglaterra va passar de més de 200 el 1946 a 80 el 1949. El 1975, el Rare Breeds Survival Trust els considerava en perill d'extinció, ja que restaven menys de 900 femelles reproductores al Regne Unit.
Molts dels cavalls exportats d'Escòcia als segles xix i xx van anar a Austràlia i Nova Zelanda. El 1918 es va constituir la Commonwealth Clydesdale Horse Society com a associació per a la raça a Austràlia. Entre 1906 i 1936, els Clydesdales es van criar tant a Austràlia, d'una manera tant entusiasta que no es coneixien altres races de tiratge. A finals dels anys seixanta, es deia que "excel·lents cavalls Clydesdale es crien a Victòria i Nova Zelanda; però, almenys al lloc anterior, es considera convenient mantenir-ne per les importacions freqüents d'Anglaterra". Més de 25.000 Clydesdales es van registrar a Austràlia entre 1924 i 2008. La popularitat del Clydesdale va fer que fos anomenada "la raça que va construir Austràlia".
Als anys noranta, les xifres van començar a augmentar. El 2005, el Rare Breeds Survival Trust va dir que la raça estava en "risc" d'extinció, el que significa que hi havia menys de 1500 femelles reproductores al Regne Unit. El 2010 s'havia tornat a situar en "vulnerable". El 2010, el Clydesdale va ser catalogada com a "en observació" per l'American Livestock Breeds Conservancy, és a dir, que es registraven menys de 2.500 cavalls anualment als EUA i n'hi havia menys de 10.000 a tot el món. El 2010 es va estimar que la població mundial era de 5.000, amb uns 4.000 als Estats Units i Canadà, 800 al Regne Unit,

## Característiques
La conformació del Clydesdale ha canviat molt al llarg de la seva història. Als anys vint i trenta, era un cavall compacte més petit que el Shire, Percheron i el belga. A partir dels anys quaranta, els animals reproductors van ser seleccionats per produir cavalls més alts que impressionessin més en desfilades i espectacles. Actualment, el Clydesdale se situa de 162 a 183 cm d'alt i pesa de 820 a 910 kg. Alguns mascles madurs són més grans, fan més de 183 cm i pesen fins a 1000 kg. La raça té un perfil facial convex. front i musell ample.
És musculós i fort, amb el coll arquejat, la creu alta i l'espatlla inclinada. Les associacions de races presten molta atenció a la qualitat de les peülles i les potes, així com al moviment general. Les seves marxes són actives, amb peus clarament aixecats i una impressió general de potència i qualitat. Els Clydesdales són enèrgics, definits per la Clydesdale Horse Society per l'"alegria del transport i la perspectiva".
S'ha identificat que els clydesdales presenten un risc de limfedema crònic progressiu, una malaltia amb signes clínics que inclouen inflamació progressiva, hiperqueratosi i fibrosi de les extremitats distals, que és similar al limfedema crònic en humans. Una altra preocupació per a la salut és una afecció de la pell a la part inferior de la cama on el pelatge és espès. Es diu col·loquialment "picor de Clyde", es creu que és causada per un tipus de sarna. També es coneix que produeixen cremades solars a qualsevol pell rosa (sense pigmentar) al voltant de la seva cara.
En general tenen pelatge bai en color, però amb un patró dels cavalls Sabino (en l'actualitat una mutació KIT DE comprovable) tot i que també n'hi dels colors negre, gris, i roig. La majoria tenen marques blanques a la cara, els peus i les cames, i ocasionals taques corporals (generalment a la part inferior del ventre). També tenen extenses zones peludes a la part inferior de les cames. Es creu que les taques corporals i les marques blanques extenses són el resultat de la genètica del sabino. Alguns criadors de Clydesdale volen marques blanques de la cara i les cames sense taques al cos.
Per intentar obtenir el conjunt ideal de marques, sovint crien cavalls amb una sola pota blanca a cavalls de quatre potes blanques i sabino al cos. De mitjana, el resultat és un poltre amb la quantitat desitjada de marques blanques. Els Clydesdales no tenen el gen Sabino 1 (SB1) responsable de causar expressions de sabino en moltes altres races, i els investigadors teoritzen que diversos altres gens són els responsables d'aquests patrons.
Molts compradors paguen una prima pels cavalls negres i negres, especialment aquells amb quatre potes blanques i marques facials blanques. Sovint es prefereixen colors específics per sobre d'altres trets físics, i alguns compradors fins i tot trien cavalls amb problemes d'equilibri al caminar si tenen el color i les marques desitjades. Els sabins són necessaris per mantenir els colors i la textura de la capa desitjats. Tanmateix, les associacions de races afirmen que cap color és dolent i que els cavalls amb taques corporals són cada vegada més acceptats.

## Usos

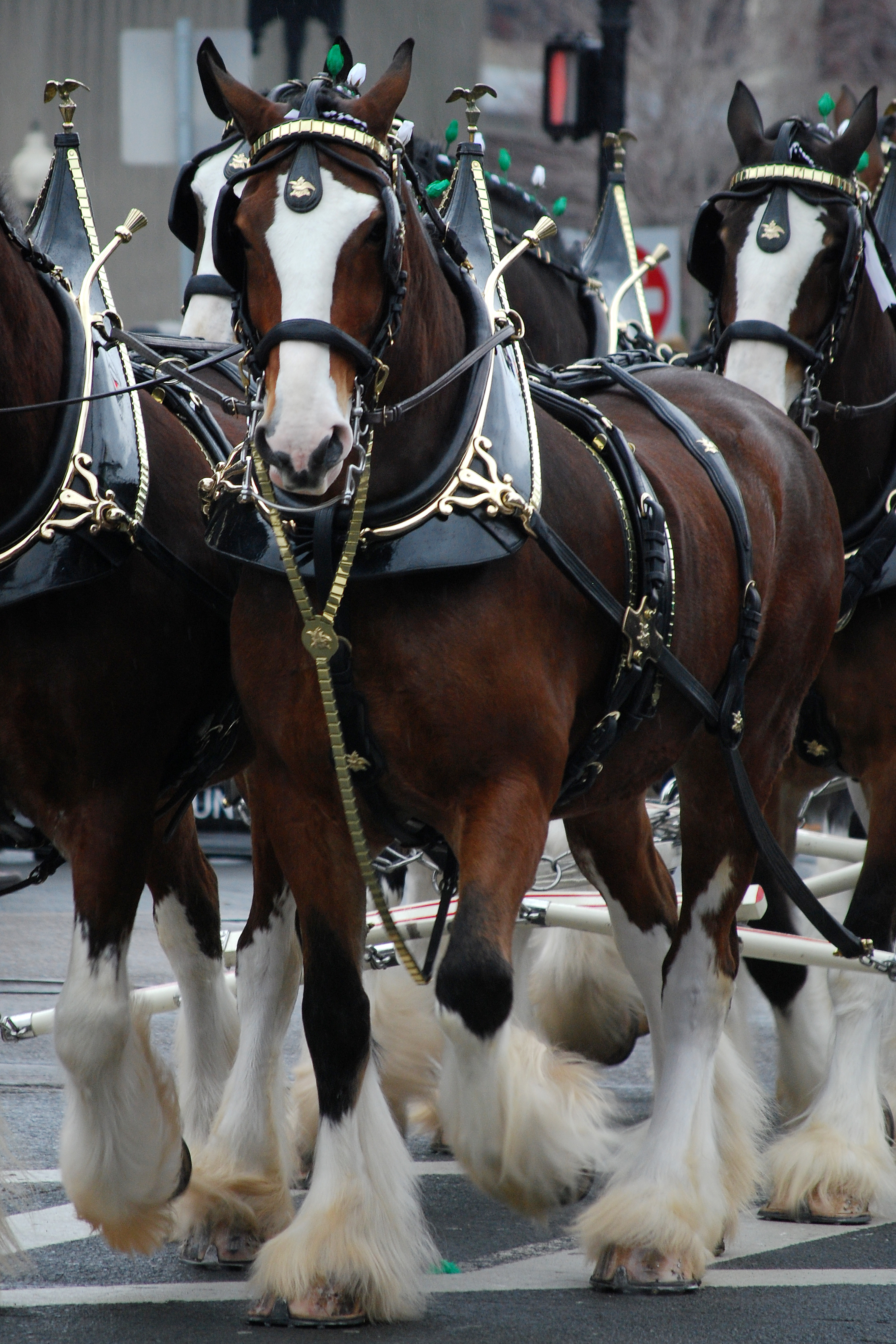
Budweiser Clydesdales a Boston.

El Clydesdale s'utilitzava originalment per a l'agricultura, el transport de carbó a Lanarkshire i el transport pesant a Glasgow. Avui en dia encara s'utilitzen amb finalitats de tir, per exemple en l'agricultura, la tala i la conducció. També es mostren i munten, a més de ser guardats per gust. Se sap que són l'elecció de raça més popular amb serveis de carruatge i cavalls de desfilada a causa dels seus peus blancs i plomosos.
Juntament amb els cavalls de carro, també s'utilitzen com a cavalls d'espectacle. Es mostren amb diverses classes d'arnès a fires estatals i del comtat, així com a exposicions nacionals. Alguns dels membres més famosos de la raça són els equips que formen part de la cavalleria britànica. Aquests cavalls van ser propietat per primerament de la cerveseria Budweiser al final de la prohibició als Estats Units i, des de llavors, s'han convertit en un símbol internacional tant de la raça com de la marca. El programa de cria de Budweiser, amb els seus estrictes estàndards de color i conformació, ha influït en l'aspecte de la raça als Estats Units fins al punt que molta gent creu que els Clydesdales sempre tenen pelatge bai i marques blanques.
Alguns Clydesdales s'utilitzen per muntar a cavall i es poden utilitzar amb sella, a més de ser conduïts. A causa de la seva disposició tranquil·la, han demostrat ser molt fàcils d'entrenar i capaços d'esdevenir cavalls de prova excepcionals. Clydesdales i Shires són utilitzats per la British Household Cavalry com a cavalls de tambor, dirigint desfilades en ocasions cerimonials i estatals. Els cavalls són de colors cridaners, incloent piebald, skewald i ruà. Per fer-lo servir amb aquest propòsit, un cavall tambor ha de tenir un mínim de 173 cm. Porten l'oficial Musical Ride Officer i dos tambors de plata que pesen 56 kg cadascun.
A finals del segle xix, es va afegir sang de Clydesdale a la raça Irish Draft en un intent de millorar i refigurar aquesta raça en declivi. Tanmateix, aquests esforços no van ser exitosos, ja que els criadors d'Irlanda Draft van pensar que la sang de Clydesdale feia que els seus cavalls fossin més grollers i propensos a contribuir a deformacions en les cames. El Clydesdale va contribuir al desenvolupament del cavall gitano a Gran Bretanya. Juntament amb altres races de tiratge, també es va utilitzar per crear el cavall de tir australià. A principis del segle xx, sovint es creuaven amb ponis Dales, creant cavalls de tir de mida mitjana útils per portar vagons comercials i artilleria militar.